# Mandelbachtal
Mandelbachtal (Mannelbachdal en sarrois) est une commune allemande, de l'arrondissement de Sarre-Palatinat, dans la Sarre. Elle compte 11 080 habitants. L'abbaye de Gräfinthal se situe sur le territoire de la commune.

## Géographie
Mandelbachtal se trouve dans la réserve de biosphère UNESCO de Bliesgau, à environ dix kilomètres à l'est de Sarrebruck et est limitrophe des villes de Saint-Ingbert et Blieskastel, de la commune de Gersheim, de la Communauté régionale de Sarrebruck et du département français de la Moselle. Le Mandelbach, qui donne son nom à la commune, la traverse du nord au sud et se jette dans la Blies à Habkirchen.
Elle est limitée à l'ouest par la commune de Kleinbliederstroff (Communauté urbaine de Sarrebruck).

## Quartiers
- Bebelsheim
- Bliesmengen-Bolchen
- Erfweiler-Ehlingen
- Habkirchen
- Heckendalheim
- Ommersheim
- Ormesheim
- Wittersheim

## Administration
- 1974 - 1984 : Theo Carlen CDU
- 1984 - 1994 : Karlhans Rimlinger
- 1994 - 2004 : Günter Walle SPD
- 2004 - 2012 : Herbert Keßler CDU
- 2012 - 2019 : Gerd Tussing CDU
- 2019 - : Maria Vermeulen SPD